# يوان شاو
يوان شاو (توفى في 28 يونيو,202) كان قائد عسكري خلال أواخر فترة حكم أسرة هان في التاريخ الصيني. في أواخر عهد أسرة هان أحتل يوان شاو أراضي الصين الشمالية مما أدى ذلك إلى بداية عصر الممالك الثلاث. يعتبر يوان شاو من أسرة يوان العريقة التي قادت التحالف ضد دونغ تشو.